# Fußball-Landesliga Vorderpfalz 1951/52
Die Fußball-Landesliga Vorderpfalz 1951/52 war die letzte Spielzeit der Landesliga als der höchsten Amateur-Spielklasse des Südwestdeutschen Fußballverbandes für den Raum Vorderpfalz. Die Liga war unterhalb der damaligen 2. Liga Südwest angesiedelt. Zur folgenden Saison wurden die drei Landesligen des Südwestdeutschen Fußballverbandes (Rheinhessen/Nahe, Westpfalz und Vorderpfalz) zur 1. Amateurliga Südwest zusammengelegt.

## Meister und Absteiger
Meister wurde die Mundenheimer SpVgg. Mundenheim scheiterte jedoch in der nachfolgenden Aufstiegsrunde zur 2. Liga Südwest und wurde daher in die 1. Amateurliga eingereiht. Darüber hinaus qualifizierten sich auch die Palatia Böhl, der BSC Oppau, der VfR Friesenheim, der  FSV Schifferstadt und Phönix Bellheim für die eingleisige 1. Amateurliga. Die übrigen Mannschaften wurden der 2. Amateurliga zugeordnet.
| Platz | Verein                 | Sp. | Tore   | Punkte |
| ----- | ---------------------- | --- | ------ | ------ |
| 01    | Mundenheimer SpVgg     | 26  | 67:40  | 37:15  |
| 02    | Palatia Böhl (N)       | 26  | 75:35  | 36:16  |
| 03    | BSC Oppau              | 26  | 70:34  | 36:16  |
| 04    | VfR Friesenheim        | 26  | 82:38  | 34:18  |
| 05    | FSV Schifferstadt      | 26  | 66:55  | 29:23  |
| 06    | Phönix Bellheim        | 26  | 69:55  | 26:26  |
| 07    | Normannia Pfiffligheim | 26  | 60:74  | 26:26  |
| 08    | FSV Oggersheim         | 26  | 63:56  | 25:27  |
| 09    | Alemannia Worms (N)    | 26  | 43:53  | 25:27  |
| 10    | VfL Iggelheim (N)      | 26  | 53:62  | 24:28  |
| 11    | Arminia Rheingönheim   | 26  | 45:71  | 22:30  |
| 12    | SV Leiselheim (N)      | 26  | 52:84  | 17:35  |
| 13    | Rot-Weiß Speyer        | 26  | 47:71  | 16:36  |
| 14    | Blau-Weiß Worms        | 26  | 36:100 | 11:41  |